# Heinrich Vogl
Heinrich Vogl (Monaco di Baviera, 1845 – Monaco di Baviera, 1900) è stato un tenore tedesco.

Marito della celebre soprano Therese Vogl, debuttò nel 1868. Si impose come grande interprete delle opere di Richard Wagner, che a lui affidò la prima assoluta de L'oro del Reno al Teatro di Corte di Monaco di Baviera il 22 settembre 1869 e nella quale lui interpretava il ruolo di Loge e sua moglie quello di Wellgunde. Ebbe il ruolo di Siegmund nella prima de La Valchiria di Wagner, sempre a Monaco, il 26 giugno 1870; in quell'occasione, Therese Vogl ebbe il ruolo di Sieglinde.
Nel 1899 compose l'opera Der Fremdling.